# 泥龜
泥龜（学名：Dermatemys mawii）是泥龜科（Dermatemydidae）泥龜屬（Dermatemys）下的唯一物種。牠們是夜間活動及水生的龜，棲息在中美洲由墨西哥至洪都拉斯較大的河流及湖泊。

## 特徵
泥龜的體型較大，最大的龜殼可達65厘米(cm)長，重20公斤。
泥龜的龜殼扁平，呈實灰色或近黑色。胸甲一般呈奶白色。幼龜的龜殼中央起角，外緣有鋸齒，但隨著年紀漸長會逐漸消失。牠們的皮膚與龜殼的顏色相近，頸上及下身有紅色斑紋。雄龜的頭兩側有黃色的斑紋，但雌龜沒有，而且雄龜的尾巴也較長及厚。

## 繁殖
泥龜於冬天介乎9月至11月築巢。雌龜會走到河岸兩邊平時很少到的地方生蛋，避免氾濫影響，每次會生6-29隻蛋。

## 保育狀況
泥龜很少飼養的。牠們被過度捕獵作為食物。幼龜及蛋也可以作為食物。牠們被動的天性也是易於被捕獵的原因。牠們被世界自然保護聯盟列為極危，故受到《瀕危野生動植物種國際貿易公約》附錄二的保護，禁止出口。

## 外部連結
- Animal Diversity Web （页面存档备份，存于）
- TIGR Reptile Database上的Dermatemys mawii